# 결혼 만들기 (1992년 영화)
《결혼 만들기》(영어: HouseSitter)는 미국에서 제작된 프랭크 오즈 감독의 1992년 로맨틱 코미디 영화이다. 스티브 마틴, 골디 혼 등이 출연하였고, 브라이언 그레이저가 공동 원안을 쓰고 제작에 참여하였다.

## 출연진
- 스티브 마틴
- 골디 혼
- 데이나 딜레이니
- 줄리 해리스
- 도널드 모펏
- 피터 맥니콜
- 리처드 B. 슐

## 기타 제작진
- 협력 제작: 미셸 라이트
- 배역: 존 S. 라이언스
- 미술: 아이다 랜덤
- 의상: 베치 콕스

## 우리말 녹음
MBC 성우진 (1997년 4월 19일)
- 황일청 - 데이비스(스티브 마틴)
- 차명화 - 궨(골디 혼)
- 김현직
- 김은영
- 김기현
- 김태훈
- 이명숙
- 박영희
- 안장혁
- 조예신
- 박지훈
- 변종필
- 박소라
- 엄현정
- 윤성혜
- 이철용
- 정남